# Омаров, Султан-Мурад Асланович
Султан-Мурад Асланович Омаров (4 апреля 1927, Буйнакск, ДАССР, СССР — 7 июля 2021) — советский и российский акушер-гинеколог, член-корреспондент РАМН (1994), член-корреспондент РАН (2014).

## Биография
Родился 4 апреля 1927 году в Буйнакске.
В 1948 году окончил Дагестанский медицинский институт, затем, до 1951 года учёба в клинической ординатуре кафедры акушерства и гинекологии.
С 1951 по 1952 годы — инспектор отдела родовспоможения в Махачкале.
С 1952 по 1953 годы — заведующий гинекологическим отделением РКБ РД.
С 1953 года работал в ДГМИ, пройдя путь от ассистента кафедры акушерства и гинекологии до заведующего той же кафедрой (1960—1980), заведующий кафедрой акушерства и гинекологии последипломного образования (1980—2006), с 2006 года — профессор кафедры.
В 1959 году защитил кандидатскую, а в 1966 году — докторскую диссертацию.
В 1967 году присвоено учёное звание профессора.
С 1993 года — директор Дагестанского научного центра РАМН.
В 1994 году стал членом-корреспондентом РАМН, а в 2014 году — членом-корреспондентом РАН (в рамках присоединения РАМН и РАСХН к РАН).

### Семья[4]
- Отец — Аслан Вагабович — хирург, заслуженный врач Дагестана и Российской Федерации;
- Мать — Патимат Даудовна — первая женщина-дагестанка, закончившая женскую гимназию;
- Жена — Тамара Хаджи-Мурадовна Хашаева (род. 1940) — доктор медицинских наук, профессор, заслуженный врач РФ, заслуженный деятель науки Республики Дагестан, лауреат Государственной премии РД, заведующая кафедрой акушерства и гинекологии лечебного факультета ДГМУ, дочь Х-М. О. Хашаева (1909—1971)[5]

## Научная деятельность
Приоритетные направления научных изысканий — проблема изучения анемии при беременности.
Автор 460 научных работ, 117 монографий.
Под его руководством защищено 149 кандидатских и докторских диссертаций.

### Критика
По сведениям Вольного сетевого сообщества «Диссернет», являлся научным руководителем при защите диссертаций на соискание ученой степени кандидата медицинских наук, в которых обнаружены факты заимствования материалов без указания на источник.

## Награды
- Орден «Знак Почёта»
- Орден Дружбы
- Заслуженный деятель науки РСФСР
- Почётное звание «Заслуженный деятель науки Республики Дагестан» (1971)
- Почётное звание «Народный врач Республики Дагестан» (2007)